# Campbellsburg (Indiana)
Campbellsburg è un comune degli Stati Uniti d'America, situato nello Stato dell'Indiana, nella contea di Washington.